# Desmeocraera leucophaea
Desmeocraera leucophaea är en fjärilsart som beskrevs av M.Gaede 1928. Desmeocraera leucophaea ingår i släktet Desmeocraera och familjen tandspinnare. Inga underarter finns listade i Catalogue of Life.